# Tantilla andinista
Espèce
Tantilla andinista  est une espèce de serpents de la famille des Colubridae.

## Répartition
Cette espèce est endémique de la province de Chimborazo en Équateur.

## Description
L'holotype de Tantilla andinista, une femelle adulte, mesure 285 mm dont 56 mm pour la queue.

## Étymologie
Son nom d'espèce, de l'espagnol andinista, « alpiniste », que les auteurs interprètent en « errant dans les Andes », lui a été donné en référence de sa répartition montagnarde.

## Publication originale
- Wilson & Mena, 1980 : Systematics of the melanocephala group of the colubrid snake genus Tantilla. Memoirs of the San Diego Society of Natural History, vol. 11, p. 5-58 (texte intégral).